# Supercopa da Alemanha
A Franz Beckenbauer Supercup ou DFL-Supercup (alemão: [deː ʔɛf ˈɛlː ˈzuː.pɐ.kap] (escutarⓘ); lit.  "Supercopa da DFL"), mais conhecida em países lusófonos como Supercopa da Alemanha (português brasileiro) ou Supertaça da Alemanha (português europeu), é um torneio de futebol masculino de uma só partida organizado pela Deutsche Fußball Liga (DFL). É disputada anualmente entre o campeão da Bundesliga e o campeão da Copa da Alemanha. Desde 2010, se uma equipe ganhar uma dobradinha na temporada (liga e copa), o vencedor joga contra o vice-campeão da Bundesliga.
Desde sua fundação em 1987 até 1996 era chamada de DFB-Supercup, já que era organizada pela Deutscher Fußball-Bund (em português: Associação Alemã de Futebol). Após esse período, a Supercopa ficou anos sem ser realizada. A Supercopa foi reintegrada na temporada de 2010–11, dessa vez passando a se chamar DFL-Supercup por estar sendo organizada pela Deutsche Fußball Liga (DFL).
A partir da temporada 2025-26, a competição foi renomeada em homenagem ao futebolista Franz Beckenbauer.

## Lista de campeões
Legenda:
- C = campeão da Copa da Alemanha
- B = campeão da Bundesliga
- B² = vice-campeão da Bundesliga

| Ed. | Ano  | Campeão                  | Placar      | Vice-campeão                 | Estádio              | Cidade         |
| --- | ---- | ------------------------ | ----------- | ---------------------------- | -------------------- | -------------- |
| 1   | 1987 | Bayern de Munique (B)    | 2–1         | Hamburger SV (C)             | Waldstadion          | Frankfurt      |
| 2   | 1988 | Werder Bremen (B)        | 2–0         | Eintracht Frankfurt (C)      | Waldstadion          | Frankfurt      |
| 3   | 1989 | Borussia Dortmund (C)    | 4–3         | Bayern de Munique (B)        | Fritz-Walter-Stadion | Kaiserslautern |
| 4   | 1990 | Bayern de Munique (B)    | 4–1         | 1. FC Kaiserslautern (C)     | Wildparkstadion      | Karlsruhe      |
| 5   | 1991 | 1. FC Kaiserslautern (B) | 3–1         | Werder Bremen (C)            | HDI-Arena            | Hanôver        |
| 6   | 1992 | VfB Stuttgart (B)        | 3–1         | Hannover 96 (C)              | Niedersachsenstadion | Hanôver        |
| 7   | 1993 | Werder Bremen (B)        | 2–2 (7–6 p) | Bayer Leverkusen (C)         | BayArena             | Leverkusen     |
| 8   | 1994 | Werder Bremen (C)        | 3–1         | Bayern de Munique (B)        | Olympiastadion       | Munique        |
| 9   | 1995 | Borussia Dortmund (B)    | 1–0         | Borussia Mönchengladbach (C) | Rheinstadion         | Düsseldorf     |
| 10  | 1996 | Borussia Dortmund (B)    | 1–1 (4–3 p) | 1. FC Kaiserslautern (C)     | Carl-Benz-Stadion    | Mannheim       |
| 11  | 2010 | Bayern de Munique (B&C)  | 2–0         | Schalke 04 (B²)              | SGL Arena            | Augsburgo      |
| 12  | 2011 | Schalke 04 (C)           | 0–0 (4–3 p) | Borussia Dortmund (B)        | Veltins-Arena        | Gelsenkirchen  |
| 13  | 2012 | Bayern de Munique (B²)   | 2–1         | Borussia Dortmund (B&C)      | Allianz Arena        | Munique        |
| 14  | 2013 | Borussia Dortmund (B²)   | 4–2         | Bayern de Munique (B&C)      | Signal Iduna Park    | Dortmund       |
| 15  | 2014 | Borussia Dortmund (B²)   | 2–0         | Bayern de Munique (B&C)      | Signal Iduna Park    | Dortmund       |
| 16  | 2015 | VfL Wolfsburg (C)        | 1–1 (5–4 p) | Bayern de Munique (B)        | Volkswagen Arena     | Wolfsburg      |
| 17  | 2016 | Bayern de Munique (B&C)  | 2–0         | Borussia Dortmund (B²)       | Signal Iduna Park    | Dortmund       |
| 18  | 2017 | Bayern de Munique (B)    | 2–2 (5–4 p) | Borussia Dortmund (C)        | Signal Iduna Park    | Dortmund       |
| 19  | 2018 | Bayern de Munique (B)    | 5–0         | Eintracht Frankfurt (C)      | Waldstadion          | Frankfurt      |
| 20  | 2019 | Borussia Dortmund (C)    | 2–0         | Bayern de Munique (B)        | Signal Iduna Park    | Dortmund       |
| 21  | 2020 | Bayern de Munique (B&C)  | 3–2         | Borussia Dortmund (B²)       | Allianz Arena        | Munique        |
| 22  | 2021 | Bayern de Munique (B)    | 3–1         | Borussia Dortmund (C)        | Signal Iduna Park    | Dortmund       |
| 23  | 2022 | Bayern de Munique (B)    | 5–3         | RB Leipzig (C)               | Red Bull Arena       | Leipzig        |
| 24  | 2023 | RB Leipzig (C)           | 3–0         | Bayern de Munique (B)        | Allianz Arena        | Munique        |
| 25  | 2024 | Bayer Leverkusen (B&C)   | 2–2 (4–3 p) | VfB Stuttgart (B²)           | BayArena             | Leverkusen     |
| 26  | 2025 | Bayern de Munique (B)    | 2–1         | VfB Stuttgart (C)            | MHPArena             | Estugarda      |

## Títulos por clube
| Clube                    | Títulos | Vices | Anos como campeão                                                | Participações |
| ------------------------ | ------- | ----- | ---------------------------------------------------------------- | ------------- |
| Bayern de Munique        | 11      | 7     | 1987, 1990, 2010, 2012, 2016, 2017, 2018, 2020, 2021, 2022, 2025 | 18            |
| Borussia Dortmund        | 6       | 6     | 1989, 1995, 1996, 2013, 2014, 2019                               | 12            |
| Werder Bremen            | 3       | 1     | 1988, 1993, 1994                                                 | 4             |
| 1. FC Kaiserslautern     | 1       | 2     | 1991                                                             | 3             |
| VfB Stuttgart            | 1       | 2     | 1992                                                             | 3             |
| Schalke 04               | 1       | 1     | 2011                                                             | 2             |
| RB Leipzig               | 1       | 1     | 2023                                                             | 2             |
| Bayer Leverkusen         | 1       | 1     | 2024                                                             | 2             |
| VfL Wolfsburg            | 1       | 0     | 2015                                                             | 1             |
| Eintracht Frankfurt      | 0       | 2     | —                                                                | 2             |
| Hamburger SV             | 0       | 1     | —                                                                | 1             |
| Hannover 96              | 0       | 1     | —                                                                | 1             |
| Borussia Mönchengladbach | 0       | 1     | —                                                                | 1             |

## Estádios
| Estádio              | Nº de finais |
| -------------------- | ------------ |
| Signal Iduna Park    | 6            |
| Waldstadion          | 3            |
| Allianz Arena        | 3            |
| HDI-Arena            | 2            |
| BayArena             | 2            |
| Fritz-Walter-Stadion | 1            |
| Wildparkstadion      | 1            |
| Rheinstadion         | 1            |
| Carl-Benz-Stadion    | 1            |
| Olympiastadion       | 1            |
| SGL Arena            | 1            |
| Veltins-Arena        | 1            |
| Volkswagen Arena     | 1            |
| Red Bull Arena       | 1            |
| MHPArena             | 1            |

## Outras partidas não reconhecidas
Os clubes vencedores destas edições consideram estes troféus oficiais e apresentam-nos nos seus palmarés.
| Ano  | Campeões alemães         | Resultado       | Taça vencedores   | Local                       | Nome do jogo          |
| ---- | ------------------------ | --------------- | ----------------- | --------------------------- | --------------------- |
| 1941 | Schalke 04               | 2 – 4           | Dresdner SC       | DSC-Stadion, Dresden        | Herausforderungskampf |
| 1977 | Borussia Mönchengladbach | 3 – 2           | Hamburger SV      | Volksparkstadion, Hamburgo  | Supercopa Deutscher   |
| 1983 | Hamburger SV             | 1 – 1 (2 – 4 p) | Bayern de Munique | Olympiastadion, Munique     | Supercopa Deutscher   |
| 2008 | Bayern de Munique        | 1 – 2           | Borussia Dortmund | Signal Iduna Park, Dortmund | Supercopa T-Home      |
| 2009 | VfL Wolfsburg            | 1 – 2           | Werder Bremen     | Volkswagen Arena, Wolfsburg | Volkswagen SuperCup   |